# Brennes
Brennes és un municipi francès situat al departament de l'Alt Marne i a la regió del Gran Est. L'any 2007 tenia 125 habitants.

## Demografia

### Població
El 2007 la població de fet de Brennes era de 125 persones. Hi havia 56 famílies de les quals 16 eren unipersonals (12 homes vivint sols i 4 dones vivint soles), 16 parelles sense fills, 16 parelles amb fills i 8 famílies monoparentals amb fills.
La població ha evolucionat segons el següent gràfic:
Habitants censats

### Habitatges
El 2007 hi havia 72 habitatges, 60 eren l'habitatge principal de la família, 9 eren segones residències i 3 estaven desocupats. Tots els 72 habitatges eren cases. Dels 60 habitatges principals, 51 estaven ocupats pels seus propietaris, 7 estaven llogats i ocupats pels llogaters i 2 estaven cedits a títol gratuït; 1 tenia una cambra, 1 en tenia dues, 3 en tenien tres, 12 en tenien quatre i 43 en tenien cinc o més. 57 habitatges disposaven pel capbaix d'una plaça de pàrquing. A 24 habitatges hi havia un automòbil i a 31 n'hi havia dos o més.

### Piràmide de població
La piràmide de població per edats i sexe el 2009 era:
| Homes | Edats   | Dones |
| ----- | ------- | ----- |
| 0     | 95 o +  | 4     |
| 0     | 90 a 94 | 0     |
| 0     | 85 a 89 | 0     |
| 0     | 80 a 84 | 0     |
| 0     | 75 a 79 | 4     |
| 0     | 70 a 74 | 4     |
| 4     | 65 a 69 | 0     |
| 4     | 60 a 64 | 8     |
| 8     | 55 a 59 | 4     |
| 8     | 50 a 54 | 8     |
| 0     | 45 a 49 | 0     |
| 0     | 40 a 44 | 0     |
| 8     | 35 a 39 | 8     |
| 16    | 30 a 34 | 4     |
| 4     | 25 a 29 | 8     |
| 0     | 20 a 24 | 4     |
| 0     | 15 a 19 | 0     |
| 12    | 10 a 14 | 0     |
| 4     | 5 a 9   | 12    |
| 8     | 0 a 4   | 12    |

## Economia
El 2007 la població en edat de treballar era de 80 persones, 57 eren actives i 23 eren inactives. De les 57 persones actives 53 estaven ocupades (29 homes i 24 dones) i 4 estaven aturades (1 home i 3 dones). De les 23 persones inactives 13 estaven jubilades, 7 estaven estudiant i 3 estaven classificades com a «altres inactius».

### Ingressos
El 2009 a Brennes hi havia 57 unitats fiscals que integraven 131 persones, la mediana anual d'ingressos fiscals per persona era de 17.775 €.

### Activitats econòmiques
L'únic establiment que hi havia el 2007 era d'una empresa de construcció.
L'únic servei als particulars que hi havia el 2009 era un electricista.
L'any 2000 a Brennes hi havia 6 explotacions agrícoles.

## Poblacions més properes
El següent diagrama mostra les poblacions més properes.